# Camelop
Els camelops (Camelops) són un gènere extint de camells que visqueren a l'oest de Nord-amèrica, on van desaparèixer cap a finals del Plistocè fa uns 10.000 anys. El seu nom deriva del grec κάμελος (camell) + ὀψ (rostre), és a dir, ‘rostre de camell’.

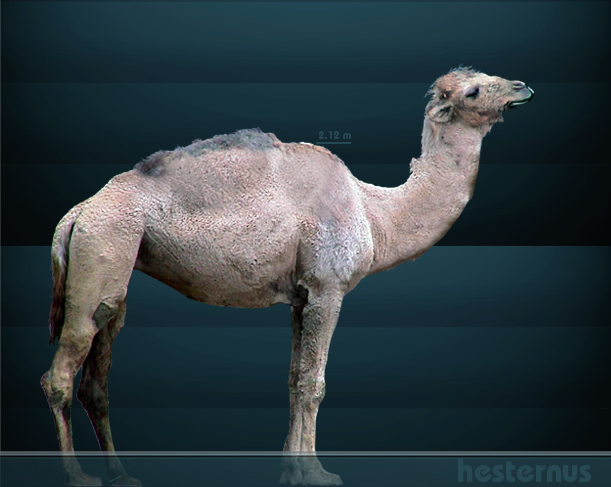
Camelops hesternus

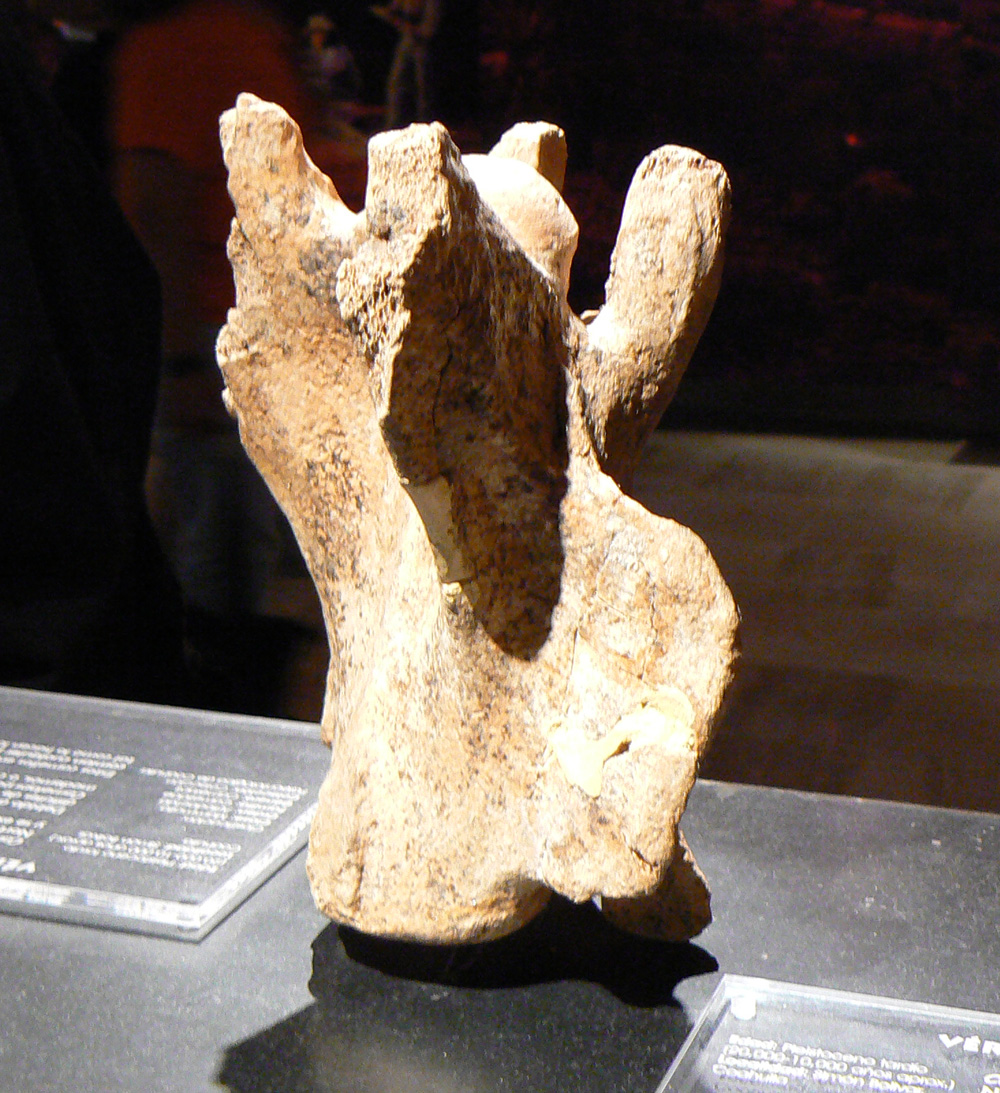
Vèrtebra de Camelops

Els Camelops aparegueren per primer cop cap a finals del Pliocè i s'extingiren a finals del Plistocè. La seva extinció fou part d'una extinció més generalitzada a Nord-amèrica, en la qual també s'extingiren cavalls, camèlids i mastodonts. Aquesta extinció del Quaternari, va coincidir aproximadament amb l'aparició de la cultura Clovis, els quals eren grans caçadors. Anàlisis bioquímics han demostrat que les eines d'aquesta cultura, es feren servir per caçar camells.
A causa del fet que els teixits tous generalment no es conserven en els jaciments de fòssils, no hi ha constància que els Camelops tinguessin una gepa, com els camells actuals, o no en tenien, com succeeix amb les actuals llames, un parent modern.
El Camelops hesternus feia poc més de dos metres d'alçada a l'espatlla, sent lleugerament més alt que el modern camell bactrià. Restes de plantes trobades a la seva dentadura com són l'herba, suggereixen que camell era un herbívor oportunista, és a dir, que s'alimenta de qualsevol planta a la seva disposició tal com ho fan els actuals camells.

## El camell de Wal-Mart
El camell de Wal-Mart és el fòssil d'un camell prehistòric (Camelops sp.) trobat l'any 2007, durant la construcció d'un futur magatzem Wal-Mart a Mesa, Arizona. Treballadors que es trobaven cavant un forat per plantar un arbre cítric ornamental, trobaren ossos de dos animals que podien haver viscut feia uns 10.000 anys. El conservador del Museu de Geologia de la Universitat Estatal d'Arizona, el va destacar com a troballa important i poc comuna a la zona. Els directius de Wal-Mart i el propietari del viver Greenfield Citrus John Babiarz, els treballadors del qual havien trobat les restes, van estar d'acord que els ossos anirien directament al Museu de Geologia de la Universitat Estatal d'Arizona, on la investigació i restauració del fòssils es podria fer. Aquests camells visqueren en el que actualment és Arizona fins fa uns 8.000 anys. El maig de 2008, es trobaren més ossos d'aquesta espècie de camell a Gilbert, Arizona.